# غاري إل. لانكستر
غاري إل. لانكستر (بالإنجليزية: Gary L. Lancaster)‏ هو محامي وقاضي أمريكي، ولد في 14 أغسطس 1949 في Brownsville, Pennsylvania ‏ في الولايات المتحدة، وتوفي في 24 أبريل 2013 في بيتسبرغ في الولايات المتحدة.